# Bisdom Miracema do Tocantins
Het bisdom Miracema do Tocantins (Latijn: Dioecesis Miracemana Tocantinensis) is een rooms-katholiek bisdom met als zetel Miracema do Tocantins, in Brazilië. Het bisdom is suffragaan aan het aartsbisdom Palmas.

## Geschiedenis
Het bisdom werd opgericht op 10 oktober 1966, als de territoriale prelatuur Miracema do Norte, uit delen van het bisdom Porto Nacional, en was suffragaan aan het aartsbisdom Goiânia. Op 4 augustus 1981 werd het verheven tot bisdom. Op 4 oktober 1989 veranderde het van naam naar Miracema do Tocantins. Op 27 maart 1996 wisselde het van kerkprovincie en werd suffragaan aan het aartsbisdom Palmas. 

## Parochies
Het bisdom had in 2021 een oppervlakte van 45.985 km2 en telde 228.582 inwoners waarvan 68,8% rooms-katholiek was.

## Bisschoppen
- James Collins (27 oktober 1966 - 14 februari 1996)
- João José Burke (14 februari 1996 - 14 maart 2006; coadjutor sinds 4 januari 1995)
- Philip E. R. Dickmans (21 mei 2008 - heden)

Palmas (aartsbisdom) · Araguaína · Cristalândia · Miracema do Tocantins · Porto Nacional · Tocantinópolis